# Cyclaspis tribulis
Cyclaspis tribulis är en kräftdjursart som beskrevs av Hale 1928. Cyclaspis tribulis ingår i släktet Cyclaspis och familjen Bodotriidae. Inga underarter finns listade i Catalogue of Life.